# 布里奇漢普頓 (紐約州)
布里奇漢普頓（英語：Bridgehampton）是位於美國紐約州薩福克縣的普查規定居民點。

## 人口
根據2020年美國人口普查的數據，布里奇漢普頓的面積為38.52平方千米，當中陸地面積為33.70平方千米，而水域面積為4.82平方千米。當地共有人口2953人，而人口密度為每平方千米76.66人。